# Szalay Károly (színművész, 1874–1926)
Szalay Károly, Szekeres (Pécs, 1874. április 15. – Budapest, 1926. május 26.) színész, színházi ügyelő.

## Életútja
Szalay Károly és Misetics Anna fiaként született. A színipályára Somló Sándor, a Színiakadémia igazgatója nevelte, 1898-ban végezte el Solymosi Elek színiiskoláját. Mezei Kálmán színtársulatához szerződött Nyitrára, azután Makó Lajoshoz Debrecenbe, majd 1897-ben a szegedi színház tagja lett. Előbb ifjú szerelmeseket játszott, később a jellem és társalgási szerepkörbe lépett. Ezután ügyelő lett és 1911-ben felkerült a Népoperához. Mint pontos, lelkiismeretes ügyelőt 1921-ben a Renaissance Színház is meghívta, onnan egy év után a Vígszínház szerződtette. Szalay élete végéig ügyelősködött a színpadon, csak néhanapján játszott el egy-egy kis szerepet, így például Bakonyi Károly Sárga kesztyű című darabjában. Színdarabokat is írt, főként népszínműveket, amelyek közül egyet-kettőt a vidéki színházakban színre is vittek. Munkás életének minden napját a színpadon töltötte el, amelynek dalos világában halála előtt három héttel lett beteg. Bevitték a Rókus Kórházba, de segíteni már nem lehetett rajta, halálát cukorbaj okozta. Felesége Schilling Olga Lucia Ágnes volt.

## Színművei
- Erdős Julcsa, népszínmű, 3 felv. 1908. december 15-én adták elő Szegeden.
- Uj élet, társadalmi színmű. 3 felv. A Nemzeti Színház Mészáros-pályázatán dicséretet nyert.